# BeIN Media Group
beIN Media Group  (in arabo مجموعة بي إن الإعلامية‎?, Majmū‘at Bī’in al-I‘lāmiyyah)  è una società di intrattenimento del Qatar fondata il 1º gennaio 2014 da Nasser Al-Khelaïfi, con sede a Doha e di proprietà di Al Jazeera Media Network. La società detiene anche Al Jazeera Sports, network il cui nome è stato poi trasformato in BeIN Sports.

## Storia
beIN Sports come marchio è stato lanciato per la prima volta nel giugno 2012 in Francia. Il 31 dicembre 2013, Al Jazeera Sport è stata ufficialmente scorporata dalla rete Al Jazeera per diventare BeIN Sports. Nell'ottobre 2014 è stato annunciato che beIN Media Group aveva accettato di acquisire il canale sportivo pay TV Setanta Sports Australia, rinominato poi in beIN Sports Australia.
Nel 2015, beIN Sports ha lanciato un canale HD appositamente dedicato al calcio in Spagna. Il gruppo ha dichiarato nel novembre 2015 che si sarebbe espanso dalla programmazione esclusivamente sportiva all'intrattenimento e ai film.
Nel gennaio 2016 è stato annunciato che beIN Media Group ha ottenuto un accordo con Turner Broadcasting System, accordo che gli ha consentito vari diritti esclusivi per trasmettere un numero di canali di intrattenimento e di notizie con licenza Turner in tutto il Medio Oriente e il Nord Africa.
Il 1º marzo 2016, beIN Media Group ha annunciato l'acquisizione di Miramax da Filmyard Holdings.
È stato poi annunciato ad agosto 2016 che beIN Media Group ha acquisito il servizio di pay tv turco Digiturk.